# Analia Pigrée
Analia Pigrée, född 31 juli 2001 i Cayenne, är en fransk simmare.

## Karriär
I december 2020 vid franska mästerskapen i simning tog Pigrée guld på 50 meter ryggsim och brons på 50 meter fjärilsim.
I november 2021 tävlade Pigrée i sin första internationella tävling vid korbane-EM i Kazan. Hon tog då silver på 50 meter ryggsim och brons på 100 meter ryggsim, där hon simmade på 56,40 sekunder och satte ett nytt franskt rekord.
I juni 2022 vid VM i Budapest förbättrade Pigrée sitt eget franska rekord på 50 meter ryggsim då hon simmade semifinalen på 27,29 sekunder. I finalen tog Pigrée sedan brons efter ett lopp på 27,40 sekunder. I augusti 2022 vid EM i Rom tog hon guld och noterade ett nytt franskt rekord på 50 meter ryggsim med tiden 27,27 sekunder.
I december 2023 vid kortbane-EM i Otopeni tog Pigrée brons på 50 meter ryggsim. Hon erhöll även ett silver på 4×50 meter mixad medley och ett brons på 4×50 meter mixad frisim efter att ha simmat försöksheaten där Frankrike sedermera tog medaljer.